# Генчосман (квартал на Истанбул)
„Генчосман“ (на турски: Gençosman) е квартал на Истанбул, разположен в околия Гюнгьорен. Общата му площ е 1,3 км2. Според данни на Адресната система за регистриране на населението (ABPRS) към 2023 г. населението на „Генчосман“ е 41 108 жители.